# Prelúdio Coral
Prelúdio Coral  é uma pequena composição litúrgica, instrumental (em geral curto), para órgão, usando a melodia de um cântico coral como base para sua composição e (1) usada como introdução para o canto congregacional, ou (2) usado como um interlúdio no serviço da Igreja Luterana. Esta composição foi um estilo predominante do Período Barroco alemão e alcançou o seu auge nos trabalhos de Johann Sebastian Bach, que escreveu 46 exemplos do gênero no seu Orgelbüchlein ou, "Pequeno Livro de Órgão," em Português.

## Função
A função litúrgica do prelúdio coral no período Barroco é que eles foram usados para introduzir o hino a ser cantado, em seguida, pela congregação, em geral numa Igreja Protestante e originalmente na Igreja Luterana.

## Gênero
Embora este estilo de composição tenha sido tipicamente uma obra polifônica, a melodia é bem audível, como em cantos homofônicos. De vez em quando há um Obbligato acima ou abaixo da melodia.

## A Forma
Invariavelmente o prelúdio coral apresenta-se na forma estrófica, como no coral---sua versão estendida---, mas numa apresentação muito breve. Sendo sua forma representada por um simples "A A" ou até mesmo um "A" mais longo, canônico, com variações entre as vozes em que somente o tema original do coral é apresentado, neste segundo caso a forma é tema e variação, em que Bach usa o tema espelhado, invertido, retrógado, transpondo os intervalos nas imitações do tema original, etc. A Forma também pode ser livre, como no Barroco era costume improvisar sobre o baixo contínuo.

## Primeiro prelúdio coral
O exemplo mais antigo registrado de uma melodia usada em prelúdio coral por Bach, é a do seu arranjo de Gelobet seist du, Jesu Christ (BWV 604). Esta melodia aparece num manuscrito escrito por volta de 1370, da cidade de Celle. Junto com um texto de coral de Martinho Lutero, a melodia apareceu impressa no Geystliche Gesangk Buchleyn (editada por Johann Walter), em Wittenberg, 1524. Em 1715, o hinário da cidade de Gota, Alemanha, já havia impresso a melodia de Gelobet seist du, Jesu Christ. Logo após, em 1717, J. S. Bach foi requisitado pelo Duque de Saxe-Gota para apresentar uma Paixão musical 

Contudo, com um genêro singular, o Prelúdio Coral  iniciou com as obras de Dietrich Buxtehude (1637-1707), que incluem 48 extensivos trabalhos.

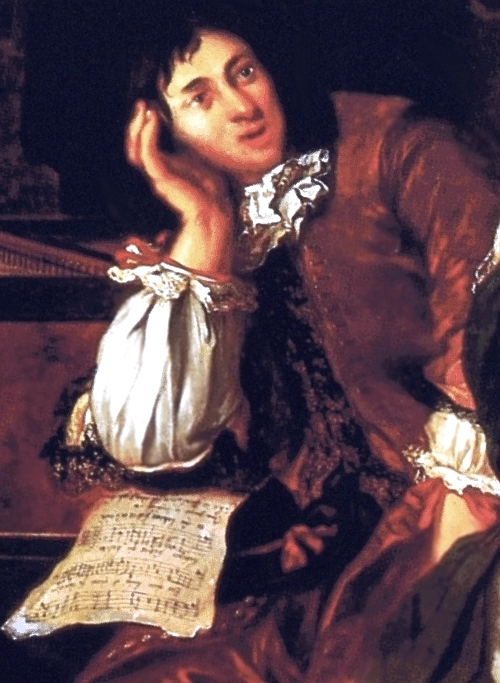
O único retrato de Buxtehude, de 1674---pintado por Johannes Voorhout

## Prelúdio Coral de Buxtehude
Chorale Prelude (e Magnificatas) 177–224
- BuxWV 177 — Ach Gott und Herr
- BuxWV 178 — Ach Herr, mich armen Sünder
- BuxWV 179 — Auf meinen lieben Gott
- BuxWV 180 — Christ, unser Herr, zum Jordan kam
- BuxWV 181 — Danket dem Herren, denn er ist sehr freundlich
- BuxWV 182 — Der Tag, der ist so freudenreich
- BuxWV 183 — Durch Adams Fall ist ganz verderbt
- BuxWV 184 — Ein feste Burg ist unser Gott
- BuxWV 185 — Erhalt uns, Herr, bei deinem Wort
- BuxWV 186 — Es ist das Heil uns kommen her
- BuxWV 187 — Es spricht der Unweisen Mund wohl
- BuxWV 188 — Gelobet seist du, Jesu Christ
- BuxWV 189 — Gelobet seist du, Jesu Christ
- BuxWV 190 — Gott der Vater wohn uns bei
- BuxWV 191 — Herr Christ, der einig Gottes Sohn
- BuxWV 192 — Herr Christ, der einig Gottes Sohn
- BuxWV 193 — Herr Jesu Christ, ich weiß gar wohl
- BuxWV 194 — Ich dank dir, lieber Herre
- BuxWV 195 — Ich dank dir schon durch deinen Sohn
- BuxWV 196 — Ich ruf zu dir, Herr Jesu Christ
- BuxWV 197 — In dulci jubilo
- BuxWV 198 — Jesus Christus, unser Heiland
- BuxWV 199 — Komm, heiliger Geist, Herre Gott
- BuxWV 200 — Komm, heiliger Geist, Herre Gott
- BuxWV 201 — Kommt her zu mir, spricht Gottes Sohn
- BuxWV 202 — Lobt Gott, ihr Christen, allzugleich
- (BuxWV 203 — Magnificat Primi Toni)
- (BuxWV 204 — Magnificat Primi Toni)
- (BuxWV 205 — Magnificat Noni Toni)
- BuxWV 206 — Mensch, willt du leben seliglich
- BuxWV 207 — Nimm von uns, Herr
- BuxWV 208 — Nun bitten wir den heiligen Geist
- BuxWV 209 — Nun bitten wir den heiligen Geist
- BuxWV 210 — Nun freut euch, lieben Christen g'mein
- BuxWV 211 — Nun komm, der Heiden Heiland
- BuxWV 212 — Nun lob, mein Seel, den Herren
- BuxWV 213 — Nun lob, mein Seel, den Herren
- BuxWV 214 — Nun lob, mein Seel, den Herren
- BuxWV 215 — Nun lob, mein Seel, den Herren
- BuxWV 216 — O Lux beata, Trinitas
- BuxWV 217 — Puer natus in Bethlehem
- (BuxWV 218 — Te Deum laudamus)
- BuxWV 219 — Vater unser in Himmelreich
- BuxWV 220 — Von Gott will ich nicht lassen
- BuxWV 221 — Von Gott will ich nicht lassen
- BuxWV 222 — War Gott nicht mit uns diese Zeit
- BuxWV 223 — Wie schön leuchtet der Morgenstern
- BuxWV 224 — Wir danken dir, Herr Jesu Christ

## Prelúdio Coral de Bach
Os prelúdios corais do "Orgelbüchlein "Pequeno Livro de Órgão" (em português) ocorrem nas festividades do ano litúrgico

### Advento
- BWV 599 — Nun komm, der Heiden Heiland
- BWV 600 — Gott, durch deine Güte (or Gottes Sohn ist kommen)
- BWV 601 — Herr Christ, der einge Gottes-Sohn (or Herr Gott, nun sei gepreiset)
- BWV 602 — Lob sei dem allmächtigen Gott

### Natal
- BWV 603 — Puer natus in Bethlehem
- BWV 604 — Gelobet seist du, Jesu Christ
- BWV 605 — Der Tag, der ist so freudenreich
- BWV 606 — Vom Himmel hoch, da komm ich her
- BWV 607 — Vom Himmel kam der Engel Schar
- BWV 608 — In dulci jubilo
- BWV 609 — Lobt Gott, ihr Christen, allzugleich
- BWV 610 — Jesu, meine Freude
- BWV 611 — Christum wir sollen loben schon
- BWV 612 — Wir Christenleut

### Ano-Novo
- BWV 613 — Helft mir Gotts Güte preisen
- BWV 614 — Das alte Jahre vergangen ist
- BWV 615 — In dir ist Freude

### Apresentação de Jesus no Templo
- BWV 616 — Mit Fried und Freud ich fahr dahin
- BWV 617 — Herr Gott, nun schleuß den Himmel auf

### Quaresma
- BWV 618 — O Lamm Gottes, unschuldig
- BWV 619 — Christe, du Lamm Gottes
- BWV 620 — Christus, der uns selig macht
- BWV 621 — Da Jesus an dem Kreuze stund
- BWV 622 — O Mensch, bewein dein Sünde groß
- BWV 623 — Wir danken dir, Herr Jesu Christ
- BWV 624 — Hilf, Gott, daß mir's gelinge
- O Traurigkeit, o Herzeleid (fragmento)

### Páscoa
- BWV 625 — Christ lag in Todesbanden
- BWV 626 — Jesus Christus, unser Heiland, der den Tod überwand
- BWV 627 — Christ ist erstanden
- BWV 628 — Erstanden ist der heilge Christ
- BWV 629 — Erschienen ist der herrliche Tag
- BWV 630 — Heut triumphieret Gottes Sohn

### Pentecostes
- BWV 631 — Komm, Gott Schöpfer, Heiliger Geist
- BWV 632 — Herr Jesu Christ, dich zu uns wend
- BWV 634 — Liebster Jesu, wir sind hier
- BWV 633 — Liebster Jesu, wir sind hier (distinctius)

### Prelúdios baseado nos Hinos deCatecismo
- BWV 635 — Dies sind die heilgen zehn Gebot
- BWV 636 — Vater unser im Himmelreich
- BWV 637 — Durch Adams Fall ist ganz verderbt
- BWV 638 — Es ist das Heil uns kommen her

### Miscelaneos
- BWV 639 — Ich ruf zu dir, Herr Jesu Christ
- BWV 640 — In dich hab ich gehoffet, Herr
- BWV 641 — Wenn wir in höchsten Nöten sein
- BWV 642 — Wer nur den lieben Gott läßt walten
- BWV 643 — Alle Menschen müssen sterben
- BWV 644 — Ach wie nichtig, ach wie flüchtig

Além de Bach, a Idade Barroca teve também Pachelbel de importância especial com seus prelúdios corais que contribuiram muito para estabelecer as melodias de coral do Protestantismo do Norte da Alemanha.

## Na Era Romântica e Século XX
Existe inúmeros exemplos do Século XIX e do Século XX, como, por exemplo, os onze de Johannes Brahms um ano antes dele falecer e publicados em 1902, Max Reger e Samuel Barber . Obras deste estilo continuam sendo escritas hoje em dia, como os 4 volumes de Helmut Walcha.

### Prelúdio Coral de Johannes Brahms
Op. 122, Onze Prelúdios Corais  para órgão (1896)
- No. 1 Mein Jesu, der du mich
- No. 2 Herzliebster Jesu, was hast du verbrochen
- No. 3 O Welt, ich muss dich lassen
- No. 4 Herzlich tut mich erfreuen
- No. 5 Schmücke dich, o Liebe Seele
- No. 6 O wie selig seid ihr doch, ihr Frommen
- No. 7 O Gott, du frommer Gott
- No. 8 Es ist ein Ros' entsprungen
- No. 9 Herzlich tut mich verlangen
- No. 10 Herzlich tut mich verlangen (second version)
- No. 11 O Welt, ich muss dich lassen (second version)

### Prelúdio Coral de Max Reger
Prelúdio Coral para Órgão, op. 79b (1900-1904)
- No. 1 'Ach Gott, verlaß mich nicht
- No. 2 'Ein Feste Burg ist unser Gott
- No. 3 'Herr, nun selbst den Wagen halt'
- No. 4 'Morgenglanz der Ewigkeit
- No. 5 'Mit Fried und Freud fahr ich dahin'
- No. 6 'We weiss, wie nahe mir mein Ende'
- No. 7 'Auferstehn, ja auferstehn wirst Du'
- No. 8 'Christ ist erstanden von dem Tod'
- No. 9 'Christus, Der ist mein Leben'
- No. 10 'Mit Fried und Freud fahr ich dahin'
- No. 11 'Nun danket alle Gott'
- No. 12 'Herr, nun selbst den Wagen halt
- No. 13 'Warum solit ich mich gramen'

Em Adição ao Opus 79b de Max Reger, ele também compôs 30 Pequenos Prelúdios Corais, op. 135a (1914)